# Bellefire
Bellefire ist eine ehemalige irische Girlgroup. Trotz mehrerer erfolgreicher Singles blieb der kommerzielle Erfolg weitestgehend aus. Aus diesem Grund beendete die Popband Ende 2004 ihre musikalische Zusammenarbeit.

## Geschichte
2000 wurde Bellefire in der Besetzung Kelly Kilfeather, Tara Lee, Cathy Newell und Ciara Newell gegründet. Sie war der Nachfolger, der im Jahr zuvor zusammen mit Paula O Neill von Louis Walsh gegründeten Band Chit Chat.
Nachdem nach zwei erfolgreichen Singleveröffentlichungen das fertiggestellte Album kurz vor Veröffentlichung auf dem europäischen Markt vom Plattenlabel Virgin abgesetzt wurde, verließ Tara Lee die Band. Virgin hatte in Bellefire, die außerhalb von Irland und Südostasien kaum Bekanntheit erlangten, keine Aussicht auf kommerziellen Erfolg gesehen. Bellefire wechselte das Plattenlabel und produzierte 2004 zu dritt ein neues Album. Als der Erfolg der Singleveröffentlichungen mäßig war, wurde die Veröffentlichung des Albums in Großbritannien immer wieder verschoben und später endgültig abgesagt. Obwohl eine offizielle Trennung nie erfolgte, beendete Bellefire nach Abschluss der Asientour die Zusammenarbeit Ende des Jahres 2004.

## Diskografie

### Alben
- After the Rain (Oktober 2001, nur in Japan)
- Spin the Wheel (August 2004)

### Singles
- Perfect Bliss (2001)
- Buzzstyle (Find My Way) (2001, nur in Japan, im Original von Hitomi Yaida)
- All I Want Is You (2002)
- Say Something Anyway (2004)
- You Were Meant For Me (2004, nur als Video/Radio-Version)
- Spin The Wheel (2004)